# Marcus Aurelius Olympius Nemesianus
Marcus Aurelius Olympius Nemesianus was een Romeinse dichter uit de 3e-4e eeuw n.Chr., afkomstig uit Carthago.
Over zijn leven is zo goed als niets bekend.

## Biografische gegevens
Het biografisch onderzoek naar Nemesianus is geen sinecure. De enige getuigenis over hem die ons uit de Oudheid is overgeleverd, vindt men bij Flavius Vopiscus in de Historia Augusta (Hist. Aug. 30 [Vopisc., Car.], 11, 2.): "versu autem talis fuisse praedicatur [sc. Numerianus], ut omnes poetas sui temporis vicerit. Nam et cum Olympio Nemesiano contendit, qui Halieutica, Cynegetica et Nautica scripsit quique coloribus inlustratus emicuit…" ('Er wordt beweerd dat hij [nl. Numerianus] in zijn poëzie zo goed was, dat hij alle dichters van zijn tijd overwon. Want hij wedijverde ook met Olympius Nemesianus, die de Halieutica, Cynegetica en Nautica schreef en die met kleuren stralend uitblonk...').
Hieruit kan men enkel afleiden dat Nemesianus geleefd moet hebben in de laatste decennia van de 3e eeuw n.Chr. en dat hij beroemd zou zijn geweest in de tijd rond de regeerperiode van Numerianus (283-284). Het is dan ook onmogelijk om zijn geboorte- en sterfdatum te bepalen.
De geografische situering van onze auteur is minder problematisch. In enkele handschriften staat er bij zijn naam een bepaling die naar Carthago verwijst. Zo vindt men "Aureliani Nemesiani Cartāg bucol' explicit", "Aureliani nemesiani cartaginensis egloghe" en "Aurelii nemesiani cartaginensis poetae illustris/ carmen bucolicum" op verschillende manuscripten geschreven. Bovendien zijn er in zijn werken passages waaruit kan afgeleid worden dat Nemesianus van Afrikaanse oorsprong is, waarbij de kans klein is dat men zich erin vergist. Zo verwijst hij in de Cynegetica naar de inwoners van Iberia als "gens ampla iacet trans ardua Calpes culmina" (Nem., Cyn., 251-252, de Calpè is een berg aan de straat van Gibraltar, de Europese zuil van de Zuilen van Hercules en wordt hier vanuit een Afrikaans standpunt beschreven.). Het lijkt dan ook niet toevallig dat Nemesianus telkens hij opsommingen van dieren geeft, de Afrikaanse fauna oproept: ichneumon, Libyes catuli, sonipes, Maurusia tellus, (sonipes)… Mazax, Marmaricos…leones. Ten slotte zijn er enkele andere personen uit de Oudheid bekend met de naam Nemesianus en zij waren ook afkomstig uit Noord-Afrika.
Nemesianus schijnt ook in contact te hebben gestaan met de keizers Carinus en Numerianus, de zonen van keizer Carus. Dat blijkt onder meer uit een aantal van zijn verzen (Nem., Cyn., 63-85.).

## Werk
Van de drie didactische werken die bij Vopiscus vermeld worden, is alleen de Cynegetica tot ons gekomen. De Halieutica, over de visvangst, en de Nautica, over de scheepvaart, zijn verloren gegaan. Van de Cynegetica zijn wel alleen de eerste 325 verzen bewaard. Het handelt over de techniek van het jagen en is geschreven in dactylische hexameters. Aan het begin staat, geheel volgens de traditie, een omvangrijk prooemium, waarin het thema aangereikt wordt. Ook andere topoi volgen: dichterlijke inspiratie, distantiëring van andere dichtvormen, metafoor van de zeevaart voor het dichten… Daarna wordt het thema zelf behandeld: hij dicht over jachthonden, jachthondenrassen, paarden en jachtgerief.
Bovenal is Nemesianus de laatste belangrijke vertegenwoordiger van de Latijnse bucoliek. Nemesianus' Bucolica (bestaande uit 4 ecloges) lijkt op het eerste gezicht slechts een imitatie te zijn van Vergilius en Calpurnius Siculus. Lange tijd zijn ze dan ook toegeschreven geweest aan Calpurnius. Vele verzen zijn ontleend aan hem, maar ook aan Vergilius, bij wie Nemesianus eigenlijk meer aansluit dan bij Calpurnius. Hij schijnt zelfs te rivaliseren met het werk van Calpurnius. Nemesianus keert terug naar het klassieke model en hergebruikt veel typische stramienen, thema's en namen van de Vergiliaanse bucoliek. Dit leidde velen ertoe om Nemesianus te beschouwen als een pleger van plagiaat, een inspiratieloze afschrijver. Dit klopt echter niet helemaal. Naast de onvermijdelijke imitatio, spreekt er een zekere originaliteit uit zijn navolging van vroegere meesters: hij past subtiel enkele details aan en introduceert in zijn tweede ecloge zelfs een nieuw motief: twee jonge herders verkrachten samen het meisje op wie ze beiden verliefd zijn. Vooral in de derde ecloge bevrijdt Nemesianus zich van te strikte imitaties van illustere voorgangers, hij gebruikt nog vele verwijzingen naar vroegere auteurs, maar springt er creatief mee om.